# 1130 в Україні

## Події
- Митрополит  Михаїл II прибув із Константинополя в Київ.
- Мстислав Великий воював з литовцями.

## Особи

### Народились
- Володимир Мстиславич (1130—1171) — Великий князь київський (1171). Князь Дорогобузький (1150—1171), князь Володимирський (1154—1157), князь Слуцький (1162), князь Трипільский (1162—1168).